# Центральне (Леб'яжівський округ)
Центра́льне (рос. Центральное) — село у складі Леб'яжівського округу Курганської області, Росія.
Населення — 527 осіб (2017, 654 у 2010, 851 у 2002).